# Massive Talent
Massive Talent (Originaltitel: The Unbearable Weight of Massive Talent) ist eine im Jahr 2022 veröffentlichte Action-Komödie von Tom Gormican mit und über Nicolas Cage.

## Handlung
Hollywood-Schauspieler Nicolas Cage hat mit seiner Karriere zu kämpfen, nachdem ihm mehrere große Filmrollen entgangen sind. Sein jüngeres (und erfolgreicheres) Alter Ego erscheint ihm immer wieder und erniedrigt ihn. Er spielt stattdessen – wenn überhaupt – in Filmen mit, die keine oder nur eine eingeschränkte Kinoauswertung erfahren. Auch seine Beziehung zu seiner Ex-Frau Olivia und seiner Tochter Addy ist von seinem Karrieretief betroffen. Nach einem peinlichen Ereignis auf der Geburtstagsparty seiner Tochter und dem Verlust einer vielversprechenden Hauptrolle in einem Film plant Cage, seine Schauspielerkarriere zu beenden. Er nimmt ein Angebot über 1 Million Dollar von seinem Agenten Richard Fink an, welches darin besteht, nach Mallorca zu fliegen, um den Milliardär Javi Gutierrez zu treffen und Ehrengast an seinem Geburtstag zu sein.
Als Cage Javi trifft, ist er zunächst verärgert über seine Bedürftigkeit und sein Beharren darauf, dass Cage in einem Film auf der Grundlage eines von ihm geschriebenen Drehbuchs spielen soll, wird aber bald von Javis Entschlossenheit inspiriert. Die beiden teilen eine Vorliebe zu Filmen wie Das Cabinet des Dr. Caligari und Paddington 2. Kurz darauf wird Cage von den CIA-Agenten Vivian und Martin kontaktiert. Sie vermuten, dass Javi sein Vermögen durch Waffenhandel erwirtschaftet hat und hinter der Entführung von Maria steckt, der Tochter eines katalanischen Anti-Kriminalitäts-Politikers, in der Hoffnung, dass er aus einer bevorstehenden Wahl ausscheidet. Cage glaubt jedoch, dass Javi in Ordnung sei und er längst anhand seiner schauspielerischen Fähigkeiten erkannt hätte, ob er ein Krimineller sei. Dennoch hilft er der CIA bei der Mission.
Nachdem Cage die Überwachungskameras in Javis Villa erfolgreich manipuliert hat, nimmt er an einer Party teil, auf der er seine künftige Zusammenarbeit mit Javi an einem neuen Film ankündigt, als Vorwand, lange genug auf dem Gelände zu bleiben, um dort nach Maria zu suchen. Nach einem Missgeschick mit einem Betäubungsmittel entscheiden Cage und Javi, dass ihr Film von ihrer gemeinsamen Beziehung handeln sollte. Cage entdeckt später, dass Javi eine Art Schrein erbaut hat, der all seinen Filmen gewidmet ist, einschließlich einer Wachsfigur seiner Figur „Castor Troy“ aus dem Film „Face/Off“, sogar mit den identischen goldenen Waffen. Vivian schlägt vor, dass Cage eine Entführung als Handlung ins Drehbuch einbindet, nur um Javis Reaktion zu testen.
Cage erklärt Javi seine neue Idee, der jedoch weiß, dass Cage mit familiären Problemen zu kämpfen hat. Vivian fordert Cage auf zu fliehen, da Javi offenbar die Verschwörung entdeckt hat. Aber Javi verrät, dass er inzwischen Cages Familie in seiner Villa empfangen hat. Cage versucht, sich mit ihnen zu versöhnen, aber sie lehnen seine Berufung ab und beschuldigen ihn, seiner Karriere Vorrang vor seiner Familie zu geben. Javi trifft sich privat mit seinem Cousin Lucas, der sich als der tatsächliche Waffenhändler herausstellt und derjenige ist, der Maria entführt hat. Lucas warnt Javi, dass Cage mit der CIA zusammenarbeitet und drängt ihn, Cage zu töten, sonst werde Lucas ihn töten.
Cage und Javi stehen sich gegenüber, aber keiner kann sich dazu überwinden, den anderen zu töten. Lucas schickt seine Männer hinter ihnen her und sie rennen zurück zum Haus, um festzustellen, dass Addy entführt wurde. Cage bringt Javi, Olivia und Javis Assistentin Gabriela zum sicheren Haus der CIA. Martin wurde getötet, während Vivian sich opfert, um Lucas’ Männer zu töten, bevor sie die Gruppe überfallen können. Mit Javis Hilfe geben sich Cage und Olivia als zurückgezogen lebendes kriminelles Paar aus, um Lucas nahe zu kommen. Cage wird jedoch enttarnt, aber ihnen gelingt es trotzdem, mit Addy und Maria zu fliehen.
Cage, Addy, Olivia und Maria fliehen zum amerikanischen Konsulat, während Javi und Gabriela zurückbleiben, um Lucas an der Verfolgung zu hindern. Bei der Ankunft hält Lucas Cage mit vorgehaltener Waffe fest, aber Addy wirft ihm ein Messer zu, mit dem Cage ihn tötet. Diese finden sich nun in dem Film wieder, den Cage und Javi gemeinsam fertiggestellt haben, vermutlich basierend auf ihrem gemeinsamen Abenteuer. Cage wird vom anwesenden Publikum für seinen neuen Film applaudiert, und er bedankt sich bei Javi, bevor er mit seiner Familie nach Hause zurückkehrt, um sich gemeinsam mit ihr den Film  „Paddington 2“ anzuschauen.

## Produktion
Im November 2019 erwarb Lionsgate das Drehbuch für den Film. Die Dreharbeiten begannen im Oktober 2020 in Dubrovnik.
Das Produktionsbudget betrug 30 Millionen US-Dollar.

## Veröffentlichung
Der Film feierte auf dem South by Southwest am 12. März 2022 seine Premiere.
Kinostart des Films war in Neuseeland am 17. April 2022 und in den USA am 22. April 2022. Der deutsche Kinostart war am 16. Juni 2022.

## Synchronisation
Die deutsche Synchronisation entstand nach dem Dialogbuch und unter der Dialogregie von Eva Schaaf im Auftrag der Neue Tonfilm München Film- und Synchronproduktion GmbH.
| Darsteller             | Synchronsprecher    | Rolle          |
| ---------------------- | ------------------- | -------------- |
| Nicolas Cage           | Martin Keßler       | Nick Cage      |
| Pedro Pascal           | Florian Halm        | Javi Gutierrez |
| Sharon Horgan          | Susanne von Medvey  | Olivia Henson  |
| Lily Sheen             | Anouk Elias         | Addy Cage      |
| Tiffany Haddish        | Stefanie Dischinger | Vivian         |
| Ike Barinholtz         | Pascal Fligg        | Martin         |
| Neil Patrick Harris    | Philipp Moog        | Richard Fink   |
| Alessandra Mastronardi | Laura Maire         | Gabriela       |
| David Gordon Green     | Frank Schaff        | Regisseur      |
| Demi Moore             | Arianne Borbach     | Olivia         |

Die deutsche Fassung erhielt den Deutschen Synchronpreis 2023.

## Bewertung
Laut der Internetseite Rotten Tomatoes konnte Massive Talent 87 % der hauptberuflichen Filmkritiker überzeugen. Auch Hobbykritiker bewerteten den Film auf jener Website im Durchschnitt überaus positiv.
Die Kinozeitschrift Cinema fasst den Film als „Enorm witzig und ungemein herzlich“ zusammen und „ist eine Liebeserklärung an Nicolas Cage und zugleich eine fabelhafte Buddy-Komödie“.